# Kongurei
Khongurai (touvain : Хоңгурай) ou Kongurei (mongol (écriture cyrillique) : Конгурей, vieux turc : 𐰴𐰆𐰣𐰍𐰆𐰻𐰀𐰖), également parfois écrit Kongurey ou Konggureÿ est le nom d'une chanson traditionnelle touvaine à propos d'une terre quittée de longue date et toujours recherchée
La tradition de cette chanson touvaine est perpétuée par les Touvains de la république de Touva (fédération de Russie), de Mongolie et de Chine. Il est utile à la compréhension des différences entre les dialectes du touvain de ces différentes régions.
Parmi les interprètes de cette chanson, on peut citer Kongar-ool Ondar, Paul Pena, Huun-Huur-Tu, Alash, Shu-De, Tarbagan.
Dans un clip musical avec la chanteuse mongole de la province du Qinghai, en Chine, Daiqing Tana (du groupe Haya), sur la chanson du folklore touvain, Kongurei, translittéré en chinois par 鸿古尔, hónggǔěr).